# Département de Santa Cruz
Le département de Santa Cruz est un département de l'est de la Bolivie. Sa capitale est la ville de Santa Cruz de la Sierra.
Avec une superficie de 370 621 km2, c'est le département le plus vaste de Bolivie (33,74 % du territoire national). En 2012, il compte un total de 2 657 762 habitants, soit le deuxième département le plus peuplé après celui de La Paz.

## Géographie

### Localisation
Le département de Santa Cruz comprend toute la partie orientale de la Bolivie. Limité au nord par le río Iténez, important affluent de l'Amazone (via le río Mamoré et le Madeira), au sud-est, il a conservé deux ports sur le río Paraguay : Puerto Suárez et Puerto Busch dans la zone du Pantanal. Il borde le département du Beni au nord, le département de Cochabamba à l'ouest, le département de Chuquisaca au sud-ouest, le Paraguay au sud et le Brésil à l'est.

### Relief
Le département est caractérisé par une riche variété de zones géographiques. Il a une altitude moyenne de 400 mètres et une composition orographique qui détermine trois zones :
- à l'ouest, la faille subandine a une superficie de 29 301 km2 et représente les derniers plissements de la cordillère des Andes ; la zone est composée de montagnes, vallées et collines à une température variant de 16 °C à 22 °C en moyenne annuelle ;
- la plaine du Chaco a une étendue de 152 910 km2. Sa topographie est quasiment plane ou un peu ondulée et sa température moyenne annuelle est de l'ordre de 24 °C ;
- enfin, le socle cristallin précambrien a une superficie de 188 410 km2 et se caractérise par un relief ondulé et des dépressions quasi planes très étendues ; sa température moyenne annuelle est de l'ordre de 25 °C.

Notons enfin que l'importante bordure orientale du département fait partie de la riche région du Pantanal.

### Hydrologie
Le problème de l'eau est très important dans le département, surtout dans sa moitié méridionale, le Chaco. Les précipitations annuelles dans le département atteignent une moyenne approximative de 1 200 mm, variant entre un maximum géographique de 2 500 mm (province d'Ichilo au nord-ouest) et un minimum de moyen de 800 mm (province de Cordillera).
Mais l'évapotranspiration potentielle annuelle atteint une moyenne approximative de 1 180 mm, variant d'un maximum moyen de 1 480 mm (dans le nord) et un minimum moyen de 660 mm (en altitude dans les Andes).
Selon des spécialistes en hydrologie :
- 16 % du département de Santa Cruz a une disponibilité élevée en eau superficielle (plus de 0,4 litre par seconde et par hectare),
- 30 % a une disponibilité moyenne (de 0,24 à 0,39 litre/s/ha),
- 6 % a une disponibilité basse (0,10 à 0,23 litre/s/ha),
- et 48 % du territoire a une disponibilité très basse (moins de 0,10 litre/s/ha).

Ce qui signifie du point de vue agricole que seulement 16 % du territoire du département dispose d'eau superficielle pour une excellente productivité et 30 % pour une productivité moyenne. Pour le reste, 6 % pourront assurer un niveau dit d'autosuffisance, tandis que 48 % ne pourront assurer qu'un bas niveau aléatoire, dit niveau de subsistance.

### Parcs nationaux
Le département de Santa Cruz abrite plusieurs espaces naturels protégés d'importance qui permettent la protection et la préservation des différents biomes présents sur son territoire. En premier lieu, le parc national Noel Kempff Mercado est situé au nord-est du département dans une zone composée entre autres de forêts humides et de forêts sèches. Situé à l'ouest du département, le parc national Amboró abrite une zone montagneuse et particulièrement humide typique des Yungas boliviennes. Quant à lui, le parc national Kaa Iya del Gran Chaco est situé au sud du département dans le Gran Chaco, un secteur majoritairement constitué de plaines, de savanes et de forêts sèches. En dernier lieu, le parc national Otuquis est situé au sud-est du département et vise la préservation d'une partie de la région du pantanal bolivien, une région où lacs, lagunes, marais et plaines inondées se côtoient.

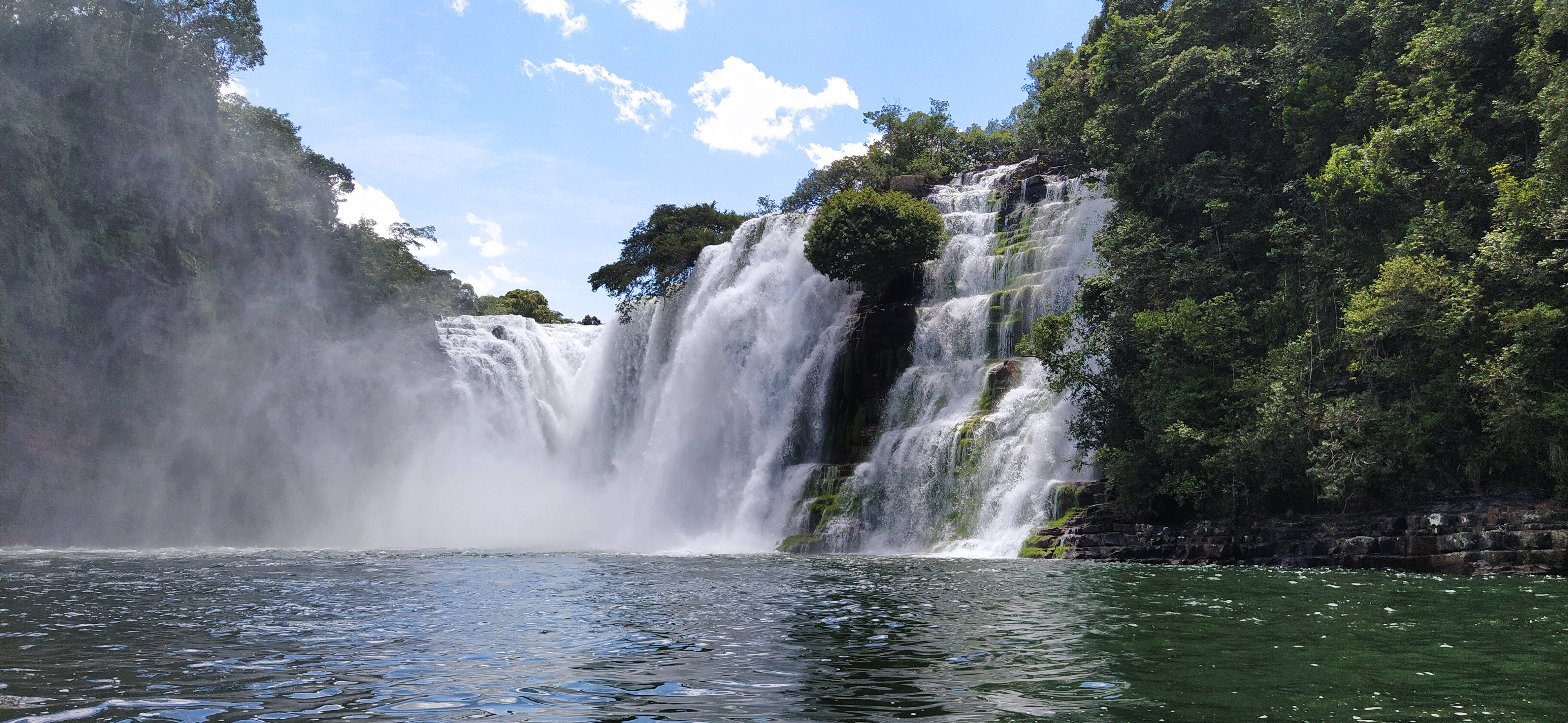
Chutes d'eau Federico Ahlfeld dans le parc national Noel Kempff Mercado.
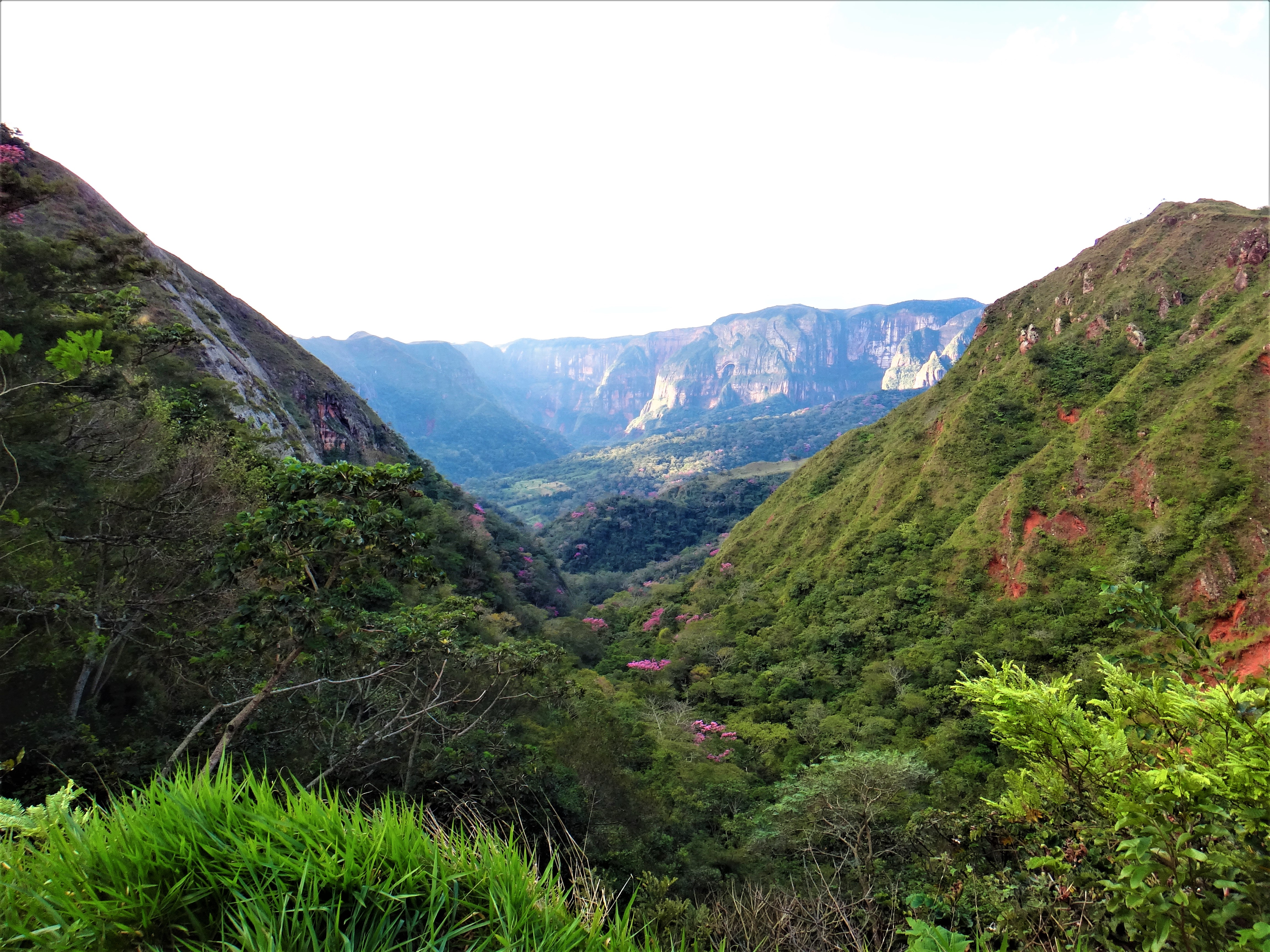
Terrain montagneux du parc national Amboró.
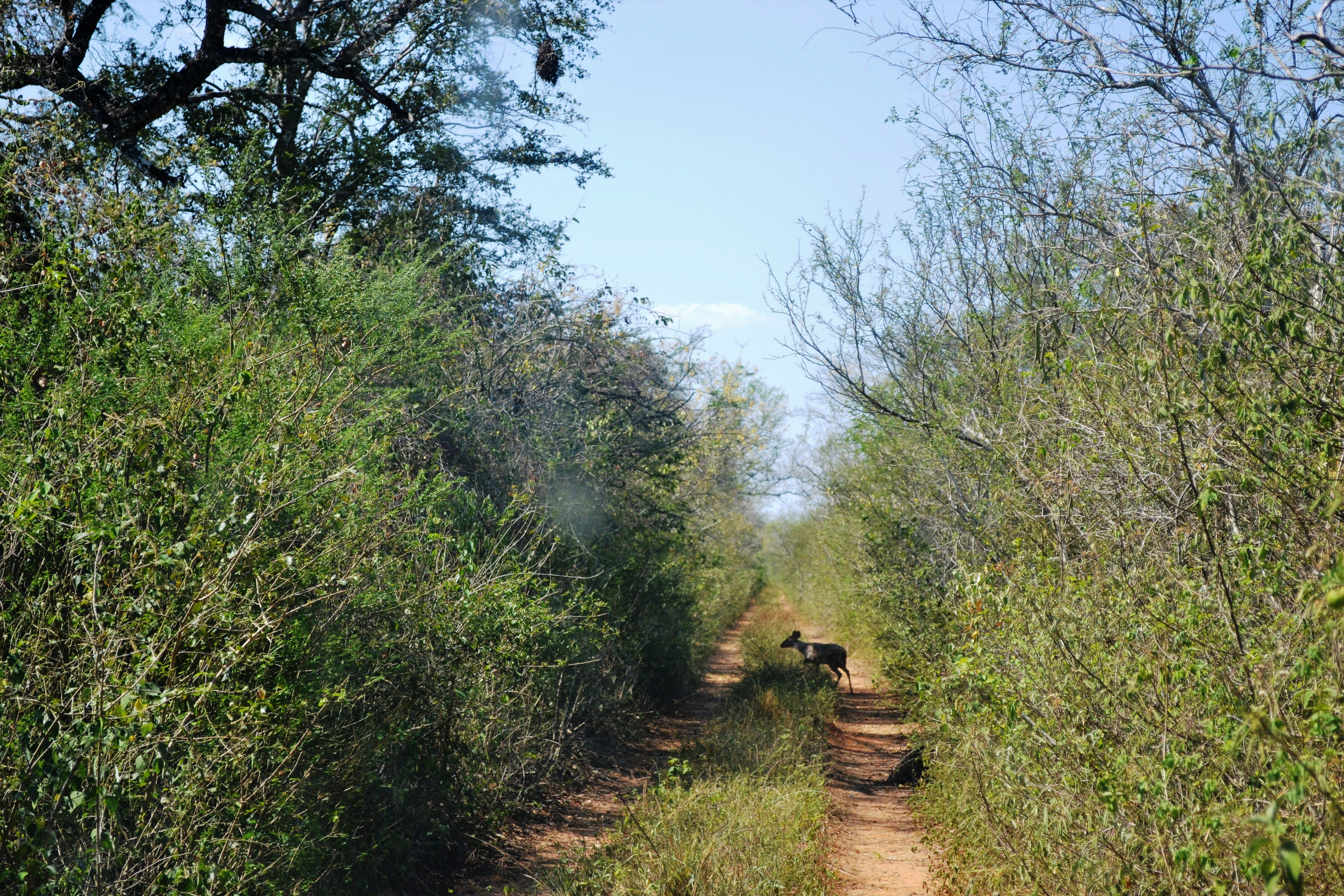
Végétation au parc national Kaa Iya del Gran Chaco.
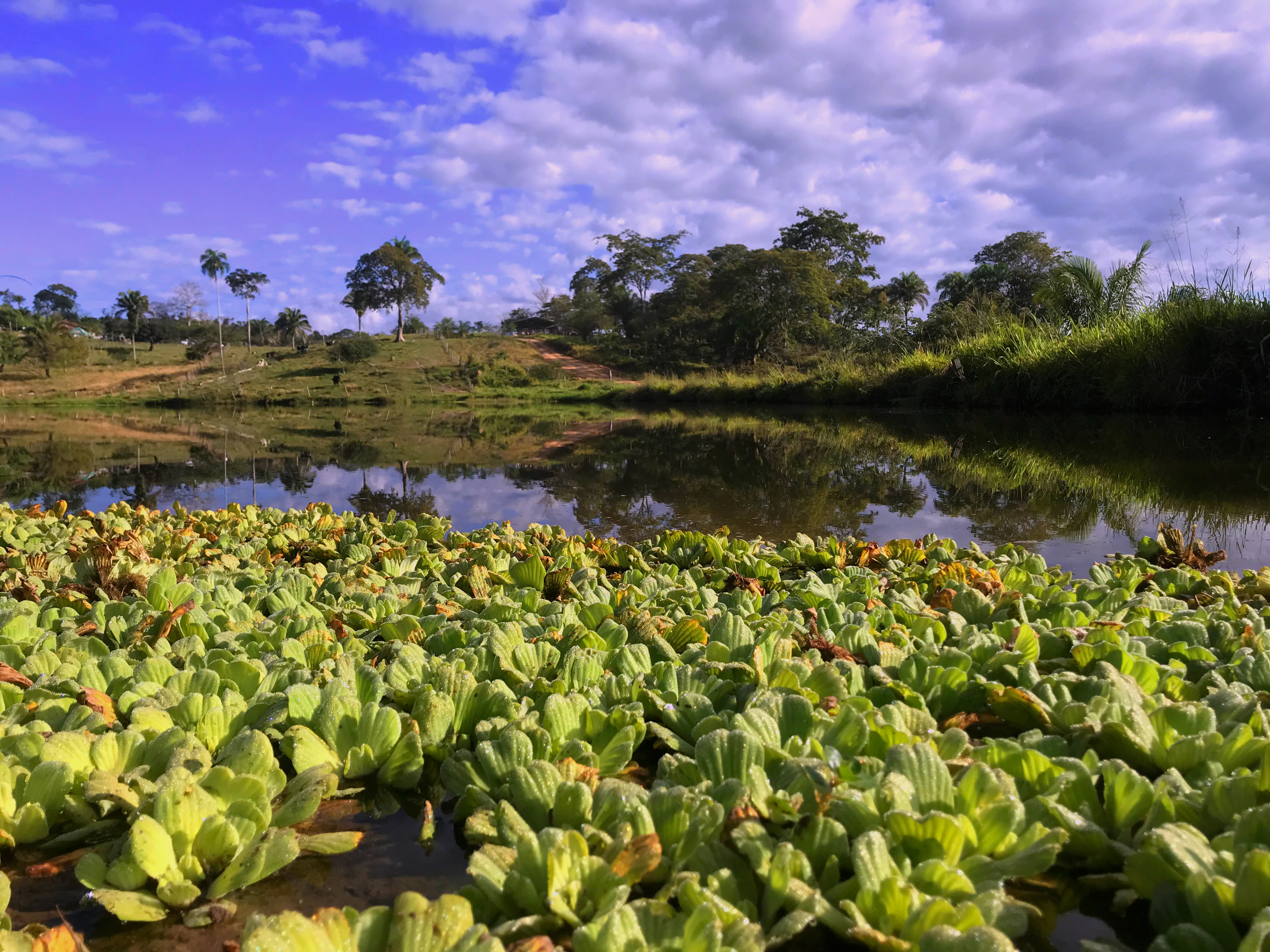
Zone marécageuse du parc national Otuquis.

### Feux de forêt
Le département de Santa Cruz connait régulièrement des feux de forêt dévastateurs, souvent déclenchés par des propriétaires terriens voulant bruler des forêts pour créer de nouvelles terres agricoles. Cette pratique fait peser une forte tension sur la riche biodiversité qu’abrite le pays.  Le département a perdu 4,84 millions d'hectares de forêt entre 2015 et 2025, soit les trois quarts des pertes totales de la Bolivie.

## Population

### Langues parlées
Les principales langues parlées dans le département sont l'espagnol et le quechua, bien que le guarani et l'aymara sont également parlées par un grand nombre dans quelques secteurs. Aussi, la quasi-totalité des locuteurs boliviens du guarayu sont localisés dans le département, la langue occupe d'ailleurs la cinquième position des langues les plus parlées. Il est à noter que sur les 37 langues officielles reconnues par l'État bolivien, un total de 23 sont parlées dans le département, ce qui fait de Santa Cruz, ex aequo avec Cochabamba, le deuxième département bolivien le plus varié linguistiquement, après celui du Beni.
Le tableau suivant présente le nombre d'habitants du département âgés de six ans et plus en fonction de leur langue principalement parlée pour l'année 2012.
| Langue                  | Département | Bolivie   |
| ----------------------- | ----------- | --------- |
| Espagnol                | 1 628 831   | 5 424 685 |
| Quechua                 | 141 412     | 1 339 919 |
| Guarani                 | 31 514      | 39 307    |
| Aymara                  | 18 801      | 836 570   |
| Guarayu                 | 6 915       | 6 980     |
| Autre langue autochtone | 4 218       | 27 434    |
| Autre langue            | 81 375      | 146 683   |

### Évolution démographique
Le tableau suivant présente la population du département selon les recensements boliviens. Il est à noter que les résultats antérieurs à 1882 peuvent avoir une fiabilité variable, considérant les méthodes d'estimation de l'époque qui pouvaient s'appliquer à des territoires plus étendus. 
| 1831   | 1835   | 1845   | 1854    | 1882   | 1900    | 1950    | 1976    | 1992      |
| ------ | ------ | ------ | ------- | ------ | ------- | ------- | ------- | --------- |
| 43 775 | 54 381 | 75 627 | 255 599 | 97 185 | 209 592 | 244 658 | 710 724 | 1 364 389 |

| 2001      | 2012      | 2022 | - | - | - | - | - | - |
| --------- | --------- | ---- | - | - | - | - | - | - |
| 2 029 471 | 2 657 762 | —    | - | - | - | - | - | - |

## Villes principales
Le département de Santa Cruz est composé de 56 municipalités réparties dans ses 15 provinces, voici une liste des villes avec une population excédant 25 000 personnes selon le recensement de 2012.

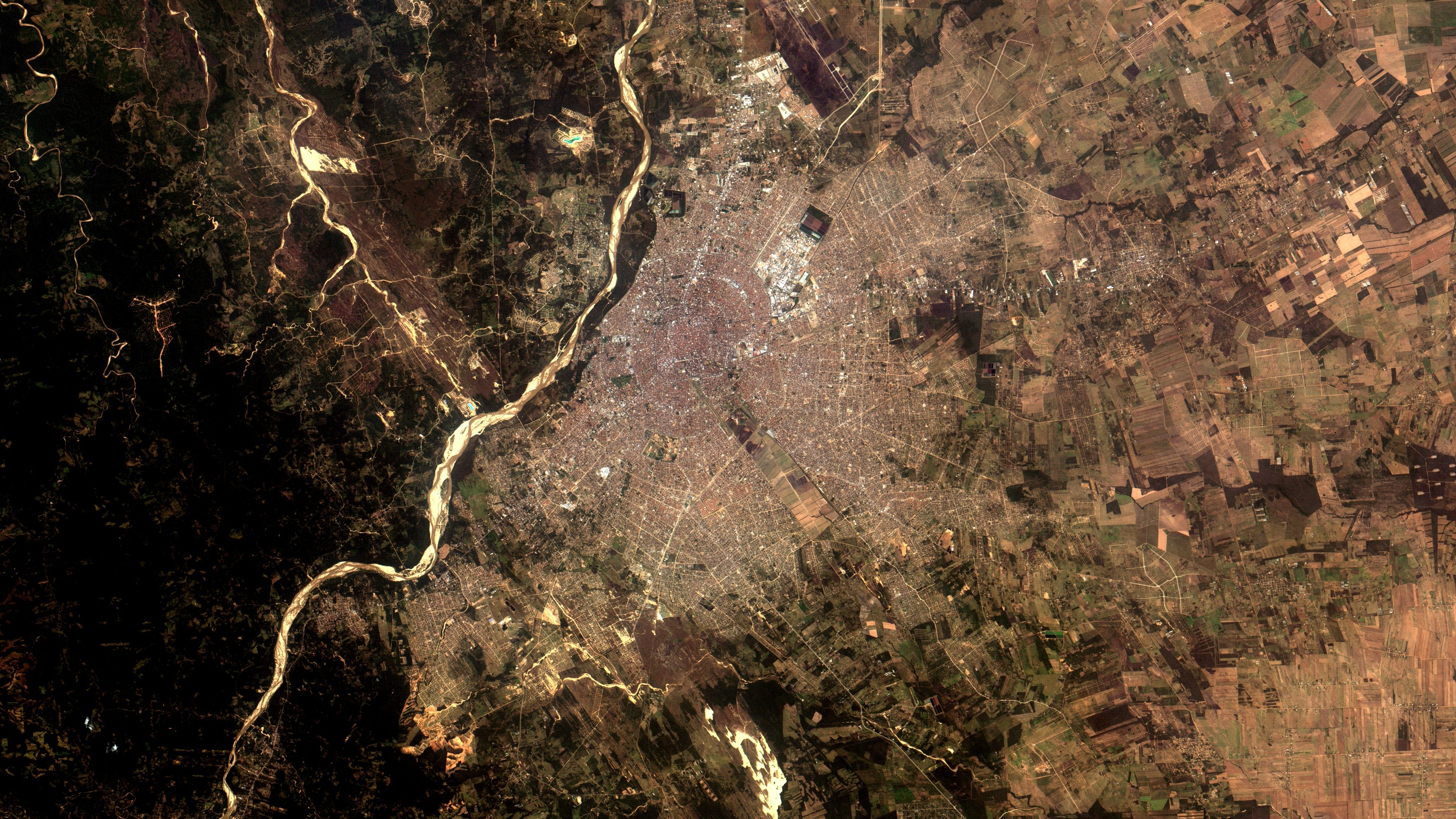
Vue aérienne de la capitale départementale.

| Ville                   | Population (2001) | Population (2012) |
| ----------------------- | ----------------- | ----------------- |
| Santa Cruz de la Sierra | 1 131 778         | 1 454 539         |
| Montero                 | 80 341            | 109 518           |
| Warnes                  | 45 318            | 96 406            |
| La Guardia              | 39 552            | 89 284            |
| San Ignacio de Velasco  | 41 412            | 52 362            |
| Yapacaní                | 31 538            | 50 558            |
| El Torno                | 37 961            | 49 652            |
| San Julián              | 38 027            | 47 416            |
| Cotoca                  | 36 425            | 45 519            |
| Pailón                  | 28 520            | 37 866            |
| Camiri                  | 30 897            | 33 838            |
| Charagua                | 24 427            | 32 186            |
| San José de Chiquitos   | 16 599            | 28 922            |
| Ascensión de Guarayos   | 16 984            | 27 070            |
| Cabezas                 | 22 296            | 26 434            |

## Divisions administratives
Le département de Santa Cruz est subdivisé en 15 provinces :
| Provinces              | Chef-lieu               | Superficie km² | Population | Carte des provinces                              |
| ---------------------- | ----------------------- | -------------- | ---------- | ------------------------------------------------ |
| Andrés Ibáñez          | Santa Cruz de la Sierra | 4 821          | 1 549 849  | Carte des provinces du département de Sante Cruz |
| Ángel Sandoval         | San Matías              | 37 442         | 14 362     | Carte des provinces du département de Sante Cruz |
| Caballero              | Comarapa                | 2 310          | 22 142     | Carte des provinces du département de Sante Cruz |
| Chiquitos              | San José de Chiquitos   | 31 429         | 70 319     | Carte des provinces du département de Sante Cruz |
| Cordillera             | Lagunillas              | 86 245         | 108 843    | Carte des provinces du département de Sante Cruz |
| Florida                | Samaipata               | 4 132          | 29 850     | Carte des provinces du département de Sante Cruz |
| Germán Busch           | Puerto Suárez           | 24 903         | 37 637     | Carte des provinces du département de Sante Cruz |
| Guarayos               | Ascensión de Guarayos   | 27 343         | 38 498     | Carte des provinces du département de Sante Cruz |
| Ichilo                 | Buena Vista             | 14 232         | 82 952     | Carte des provinces du département de Sante Cruz |
| Ignacio Warnes         | Warnes                  | 1 216          | 62 417     | Carte des provinces du département de Sante Cruz |
| José Miguel de Velasco | San Ignacio de Velasco  | 65 425         | 64 517     | Carte des provinces du département de Sante Cruz |
| Ñuflo de Chávez        | Concepción              | 54 150         | 116 101    | Carte des provinces du département de Sante Cruz |
| Obispo Santistevan     | Montero                 | 3 673          | 166 267    | Carte des provinces du département de Sante Cruz |
| Sara                   | Portachuelo             | 6 886          | 42 157     | Carte des provinces du département de Sante Cruz |
| Vallegrande            | Vallegrande             | 6 414          | 27 691     | Carte des provinces du département de Sante Cruz |

## Politique
La vie politique du département est dominée par Comité civique pro-Santa Cruz, une organisation conservatrice dirigée par les élites économiques de Santa Cruz. La plupart des responsables politiques en sont issus.
Le racisme est très présent à Santa Cruz. Les indigènes sont moqués et discriminés. Le renversement du président d'origine indigène Evo Morales en 2019 est l'occasion d'un contrecoup raciste notamment à Santa Cruz. « C'était dangereux de sortir, on avait peur de se faire taper dessus. Les femmes avec des polleras [jupons traditionnels] étaient malmenées. ».

## Économie
Actuellement, l'activité de Santa Cruz représente environ 23 % de la population active de Bolivie. Ce département se caractérise avant tout par le traitement de la production agricole et forestière, surtout le soja, la canne à sucre, le coton, le cuir et le bois. Mais le secteur industriel est aussi fort présent. Les cultures de Santa Cruz représentent plus de 45 % de la production agricole du pays, voire beaucoup plus pour certains produits. Ainsi, sa contribution atteint 97 % pour les fibres, 95 % pour les oléagineux, 84 % pour le tabac et 78 % pour la canne à sucre.
Les principaux produits d'exportation sont : les tourteaux de soja (farine dégraissée), les graines de soja, l'huile de soja, le coton, le sucre raffiné, l'or, le métal, le bois, les produits en bois, les sous-produits du tournesol et l'huile de palme. Il exporte aussi du café, du cacao, du fer, du manganèse et des gemmes comme la bolivianite, et l'améthyste.

### Hydrocarbures
Dans le département de Santa Cruz, il y a peu de pétrole et les ressources en gaz naturel y sont modérées, l'essentiel de la production d'hydrocarbures de la Bolivie se situant dans le département de Tarija.

#### Pétrole
Le département de Santa Cruz ne possède que 10,6 % des réserves pétrolières du pays (qui se montaient en 2005 à 400 millions de barils, soit moins de 60 millions de tonnes). Ce qui fait plus ou moins 6 millions de tonnes de réserves pour le département, quantité peu importante (par exemple, en 2008, elle pourrait alimenter l'Allemagne pendant 17 jours seulement).
Quant à la quantité extraite, en estimant que 15 % de l'extraction bolivienne (de 50 000 barils par jour) a lieu dans le département, on a 7 500 x 365 jours = 2 737 500 barils annuels soit 375 000 tonnes produites annuellement dans le département.
Or, celui-ci consomme plus de 30 % de la consommation totale du pays (se montant à 51 200 barils quotidiens, soit une consommation de 2 560 000 tonnes pour la Bolivie dont 770 000 tonnes pour le département). Le département de Santa Cruz accuse donc un déficit pétrolier de plus ou moins 400 000 tonnes de pétrole (selon les chiffres de 2004 ; les chiffres de 2005 sont beaucoup plus mauvais, étant donné le climat d'insurrection qui règne une partie de l'année, ils ont été écartés).

#### Gaz naturel
En ce qui concerne le gaz naturel, le tableau est plus prometteur. Les unités utilisées sont plus compliquées (voir Conversion des unités, ainsi que (en) Cubic foot).
Il faut 6 000 pieds cubes (1 pied cube = 28,316846592 litres) pour avoir l'équivalent énergétique d'un baril de brut, soit 44 000 pieds cubes pour une TEP.
Les estimations des réserves boliviennes (prouvées et probables) de gaz, font état de 50 TCF (ou trillions de pieds cubes). Sur ces 50 TCF, 15 % se trouvent dans le département de Santa Cruz, soit 7,5 TCF ou 170 millions de tonnes équivalent pétrole.
Mais l'extraction totale en Bolivie n'est encore que de 0,2 TCF ou 200 BCF (milliards de pieds cubes). En estimant que le département de Santa Cruz en extrait 20 %, ce qui est plausible, l'extraction du Santa Cruz se monte à 40 BCF, ou 910 000 TEP de gaz naturel. D'ici quelques années, il serait logique de voir cette quantité s'accroître substantiellement, au moins jusqu'à produire annuellement 5 millions de TEP (ou 36 millions de barils). Et si les prix des produits pétroliers se maintiennent, on arriverait au milliard de dollars américains de production annuelle, pour un prix minimal de 30 dollars par baril.
Le département de Santa Cruz a déjà un déficit important en production de pétrole et celui-ci est appelé à grossir sous l'effet de l'industrialisation qui s'annonce (sidérurgie) et de l'épuisement des réserves. Ce déficit devrait être comblé surtout par l'utilisation du gaz local, ce qui diminuera les revenus liés à l'exportation.
source: (en) Site de l'EIA (Energy Information Administration) 

### Fer et manganèse
Dans le sud-est du Santa Cruz se trouve le site d'el Mutún. Il s'agit d'un gisement gigantesque de fer et de manganèse dont 100 000 tonnes sont exportées vers le Paraguay chaque année ; ce qui est peu en comparaison des réserves estimées qui sont de 40 milliards de tonnes de fer et 10 milliards de tonnes de manganèse. En mai 2006, Evo Morales discute avec le Venezuela de la création d'une société mixte pour l'exploitation et la mise en valeur de ces gisements.

## Transports
Les voies ferrées connectent le département au Brésil et à l'Argentine. La capitale du département est reliée à l'est au Brésil, via la ville de Puerto Suárez à la frontière. Vers le sud, une deuxième ligne la relie avec l'Argentine, via la grosse ville frontalière de Yacuiba, après avoir traversé le département de Tarija.
À noter qu'il n'y a pas de liaison ferroviaire avec La Paz, étant donné que la Bolivie a deux réseaux ferrés : le premier, occidental, centré sur La Paz, Oruro et Uyuni; l'autre, oriental, centré sur Santa Cruz de la Sierra.
Par route, la capitale du département de Santa Cruz est notamment reliée à Cochabamba à l'ouest, à Yacuiba et à la frontière argentine au sud et au Beni au nord.
L'aéroport international Viru Viru, qui dessert la ville de Santa Cruz de la Sierra, est le plus grand aéroport du département et l'un des plus grands aéroports internationaux boliviens. Il est précisément situé dans la ville de Warnes.

### Projet ferroviaire
Dans les cartons de l'IIRSA se trouve désormais le projet de voie ferrée « Aiquile−Santa Cruz ».
Il s'agit de créer le chaînon manquant entre les deux réseaux et créer ainsi un réseau unique. Ce projet fait partie d'un ambitieux programme ayant pour but de relier São Paulo et les états du sud-est brésilien avec les ports chiliens et péruviens de l'océan Pacifique.
La nouvelle voie ferrée bolivienne doit relier Santa Cruz de la Sierra et la ville d'Aiquile, un des culs-de-sac actuels du réseau ouest bolivien déjà relié à Cochabamba.
On aurait ainsi une voie directe : Brésil−Puerto Suárez−Santa Cruz−Aiquile−Cochabamba−Oruro. De là, deux possibilités sont actuellement offertes :
- soit depuis Uyuni vers Antofagasta, le grand port du nord chilien,
- soit en direction d'Arica, port chilien également, via Viacha près de La Paz.

Coût estimé : 400 millions de dollars US
source : Site de l'IIRSA (en anglais, espagnol ou portugais)